# Letiàjevski sanatori
Letiàjevski sanatori (en rus: Летяжевский санаторий) és un poble (un possiólok) de l'óblast de Saràtov, a Rússia, segons el cens del 2010 tenia 359 habitants. Pertany al districte municipal d'Arkadak.